# 조 디피
조 디피(Joe Logan Diffie, 1958년 12월 28일 ~ 2020년 3월 29일)는 미국 오클라호마 출신의 컨트리 가수이다.
1990년 첫 정규앨범 《A Thousand Winding Roads》를 발표하고‘Home'으로 미국 빌보드 핫 컨트리 송스 차트 정상에 올랐다. 1998년 그래미 어워드에서 'Same Old Train'으로 최우수 컨트리 컬래버레이션 보컬부문에서 마티 스튜어트와 공동수상을 하였다. 2020년 3월 29일 코로나바이러스감염증-19에 따른 합병증으로 사망하였다.

## 정규 앨범
- A Thousand Winding Roads (1990)
- Regular Joe (1992)
- Honky Tonk Attitude  (1993)
- Life's So Funny  (1995)
- Twice Upon a Time  (1997)
- A Night to Remember (1999)
- In Another World (2001)
- Tougher Than Nails  (2004)
- Homecoming: The Bluegrass Album (2010)
- All in the Same Boat (2013)
- Joe, Joe, Joe Diffie (2019)